# Stephanodiscales
Ordre
Les Stephanodiscales sont un ordre d'algues de l'embranchement des Bacillariophyta (Diatomées), et de la classe Mediophyceae.

## Liste des taxons de rang inférieur
Liste des familles selon AlgaeBase (17 août 2022) :
- Ectodictyonaceae Khursevich & Cherniaeva, 1989
- Stephanodiscaceae Makarova, 1986
- Thalassiobeckiaceae Khursevich & Fedenya, 2005

## Systématique
Le nom correct complet (avec auteur) de ce taxon est Stephanodiscales Nikolaev & Harwood.